# Керсвил (Кентаки)
Керсвил (енгл. Carrsville) град је у америчкој савезној држави Кентаки.

## Демографија
По попису из 2010. године број становника је 50, што је 14 (-21,9%) становника мање него 2000. године.
| Група             | 2000.      | 2010.       |
| Белци             | 62 (96,9%) | 50 (100,0%) |
| Афроамериканци    | 0 (0,0%)   | 0 (0,0%)    |
| Азијати           | 0 (0,0%)   | 0 (0,0%)    |
| Хиспаноамериканци | 0 (0,0%)   | 0 (0,0%)    |
| Укупно            | 64         | 50          |